# Dacrydium leptophyllum
Dacrydium leptophyllum är en barrträdart som först beskrevs av Jacob Wasscher, och fick sitt nu gällande namn av De Laub. och John Silba. Dacrydium leptophyllum ingår i släktet Dacrydium, och familjen Podocarpaceae. IUCN kategoriserar arten globalt som sårbar. Inga underarter finns listade i Catalogue of Life.